# Werner Baumann (Fußballspieler, 1947)
Werner Baumann (* 4. August 1947; † 5. Juli 2017) war ein deutscher Fußballspieler.

## Leben
Baumann spielte beim Hamburger SV, anschließend beim HSV Barmbek-Uhlenhorst und wurde dort Mannschaftskapitän. Im Dezember 1972 traf er mit dem Regionalligisten im DFB-Pokal auf den FC Bayern München, das Spiel wurde auswärts mit 0:7 verloren. In der Regionalliga-Saison 1973/74 erhielt Baumann bei Barmbek-Uhlenhorst mit 3240 Spielminuten die meiste Einsatzzeit innerhalb der Mannschaft und erzielte sechs Tore, war damit drittbester Torschütze der Hamburger. Der Libero wechselte in der Sommerpause 1974 für eine Ablösesumme von 65.000 D-Mark zum FC St. Pauli. In der Premierensaison der 2. Fußball-Bundesliga 1974/75 bestritt er 27 Spiele für die Hamburger, im Spieljahr 1975/76 weitere 13.
Baumann verließ St. Pauli nach zwei Jahren und spielte später beim TSC Viktoria Wilhelmsburg und in der Wilhelmsburger Fußball-Altherren-Auswahl. Trainer war er in den 1990er Jahren beim Bezirksligisten TuS Hamburg.